# Польша важнее всего
Польша важнее всего (пол. Polska jest Najważniejsza) — парламентская фракция и политическая партия в Польше умеренно-консервативной ориентации, созданная вышедшими из партии Право и справедливость депутатами.
23 ноября 2010 года фракция была зарегистрирована в Сейме. Первым руководителем фракции и партии была Иоанна Клюзик-Ростковская, которая ещё летом 2010 года руководила предвыборной президентской кампанией Ярослава Качиньского. В 2011 году из-за непримиримой позиции по отношению к Праву и справедливости она не была переизбрана руководителем партии и начала сближаться с Гражданской платформой вплоть до возможного участия в грядущих парламентских выборах на её стороне.
У истоков партии стояли депутаты Иоанна Клюзик-Ростковская, Эльжбета Якубяк, Лена Домбковская-Цихоцкая, Яцек Пильх и Ян Олдаковский и другие польские политики. Также к партии присоединились евродепутаты Павел Коваль, Адам Белян и Михаил Каминьский (на тот момент — лидер фракции Европейских консерваторов и реформистов в Европарламенте). Всего к партии присоединились 15 депутатов Сейма, 1 сенатор и 3 депутата Европарламента. К партии также присоединились некоторые члены правящей Гражданской платформы, которые недовольны невыполнением предвыборных обещаний. Отмечается, что многие члены ПВВ в своё время были особенно близки к президенту Леху Качиньскому.
ПВВ заявила о намерении стать «хорошей, твёрдой, последовательной оппозицией».
В январе 2011 года рейтинг партии составлял 4,2 %.
В ходе президентских выборов 2010 года слоган «Польша важнее всего» использовался в поддержку Ярослава Качиньского.
На парламентских выборах 2011 года партия получила 2,19 % голосов и в Сейм не прошла.